# Las Playitas
Las Playitas es una ranchería del municipio de Etchojoa ubicada en el sur del estado mexicano de Sonora, en la zona del valle del Mayo. Según los datos del Censo de Población y Vivienda realizado en 2020 por el Instituto Nacional de Estadística y Geografía (INEGI), Las Playitas tiene un total de 729 habitantes. Se encuentra sobre la carretera que comunica a Bacobampo con la carretera estatal 362 en el entronque del ejido 5 de Junio, en el tramo Colonia Talamante-Bacobampo.

## Geografía
Las Playitas se sitúa en las coordenadas geográficas 26°59'03" de latitud norte y 109°36'59" de longitud oeste del meridiano de Greenwich, a una elevación de 22 metros sobre el nivel del mar.